# Nick de Firmian

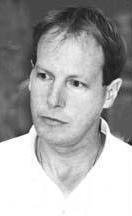
Nick de Firmian (foto Gennadiy Titkov)

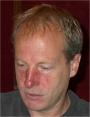
Nick de Firmian op de World Open

Nick de Firmian (26 juli 1957) is een Amerikaanse schaker. In 1979 werd hij FIDE meester en in 1985 grootmeester (GM).
Nick de Firmian is een deskundige op het gebied van schaakopeningen: hij programmeerde de openingszetten van Deep Blue, het schaakprogramma waar Garri Kasparov van verloor.

In 1987 eindigde hij samen met Joel Benjamin als eerste in het kampioenschap van de USA. In 1998 werd hij voor de tweede keer kampioen. In het "Liberty Bell open" met 59 deelnemers, eindigde hij op de tweede plaats.
Nick de Firmian schreef een paar boeken over de openingen: "Modern Chess Openings" en "Chess Opening the Easy Way". 
 
In 1984, 1986 en 1988 speelde hij mee in de Schaakolympiade. 
Nick de Firminan opent de meeste keren met de zet 1.e4 en ongeacht de kleur speelt hij het liefst het Siciliaans. 

## Externe koppelingen
- (en)   Informatie over schaakpartijen van Nick de Firmian op ChessGames.com
- (en)   Informatie over schaakpartijen van Nick de Firmian op 365chess.com
- (en)  FIDE-ratinggegevens voor Nick de Firmian